# Oh, My Dad!!
Oh, My Dad!! (オー、マイ・ダッド!! Ō, Mai Daddo!!?) es una serie de televisión japonesa transmitida del 11 de julio al 19 de septiembre de 2013 por Fuji TV.

## Sinopsis
Gen'ichi Shinkai lleva muchos años investigando en su propio laboratorio para hacer realidad su sueño. Sin embargo, últimamente está tan inmerso en sus investigaciones que ya no se preocupa por su familia, su vida se ha vuelto difícil y las discusiones con su mujer Sayoko se han intensificado. Un día, Gen'ichi toma el dinero del alquiler sin permiso para pagar piezas para presentar una batería de magnesio y aire a Fumiaki Kishida. Cuando su mujer Sayoko se entera, estalla de ira y huye de casa. A Gen'ichi no le queda más remedio que criar a su hijo Kota sin ayuda de nadie.

## Reparto
- Yūji Oda como Gen'ichi Shinkai[2]
- Kanau Tanaka como Kota Shinkai[2]
- Kyoko Hasegawa como Mizuki Hayasaka[2]
- Tomohito Yashima como Fumiaki Kishida[2]
- Anju Suzuki como Sayoko Shinkai / Sayoko Matsui[2]

## Audiencia
En azul la audiencia más baja y en rojo la más alta.
| Ep.#     | Fecha de estreno         | Share           | Share          |
| Ep.#     | Fecha de estreno         | Video Research  | Video Research |
| Ep.#     | Fecha de estreno         | Región de Kantō |                |
| -------- | ------------------------ | --------------- | -------------- |
| 1        | 11 de julio de 2013      | 13.3%           |                |
| 2        | 18 de julio de 2013      | 8.4%            |                |
| 3        | 25 de julio de 2013      | 9.5%            |                |
| 4        | 1 de agosto de 2013      | 8.5%            |                |
| 5        | 8 de agosto de 2013      | 7.6%            |                |
| 6        | 15 de agosto de 2013     | 7.7%            |                |
| 7        | 22 de agosto de 2013     | 8.7%            |                |
| 8        | 29 de agosto de 2013     | 9.1%            |                |
| 9        | 5 de septiembre de 2013  | 8.8%            |                |
| 10       | 12 de septiembre de 2013 | 10.1%           |                |
| 11       | 19 de septiembre de 2013 | 9.8%            |                |
| Promedio | Promedio                 | 9.2%            |                |